# 罗尼·塞丝
罗尼·塞丝（Roni Size，1969年10月29日—），是世界知名的「鼓打貝斯」的制作人兼DJ。与「Goldie」、「LTJ Bukem」等天皇级人物齐名。作为最早出名的那一代鼓打貝斯艺人的他十分具影响力，他几乎是布里斯托市在电子音乐界的代表人物。而他的牙买加出身，拿到水晶音乐奖的经历，以及像與「憤怒反抗機器」的主唱Zack de la Rocha这位摇滚巨头合作的经历，都是乐迷和评论者津津乐道的话题。

## 生平

### 初期發展
罗尼塞丝生于英国布里斯托郊区（與「Tricky」和「Massive Attack」出身相同，可以看出此地出产的音乐人在90年代多數颇具领导非主流潮流的能力）。本名是 Ryan Williams，父母都是牙买加人，在中学辍学后，他开始研究「浩室音樂」和「雷鬼樂」的制作，并在1990年的「格拉斯頓堡」音乐节（Glastonbury）上认识了「Krust」、「Suv」、「DJ Die」等人。
90年代初，他们开始搞「Breakbeat」、「Hardcore」和早期「Jungle」，并且后来都开始在「Full Cycle」发唱片。后来组建了「Roni Size & Reprazent」，这个组合主要以专辑《New Forms》和拿到了1997年的水晶音乐奖而闻名。此外罗尼和DJ Die等人组成的「Breakbeat Era」在当时也颇有影响力。
在「Tricky」成名的兩年之后，罗尼和一帮布里斯托哥们靠着一张「New Forms」拿到了獎項。在得到了名利後，就更能像前两年的「Trip-Hop」先驱一样，把鼓打貝斯的种子更有力的撒向流行乐坛，一时间鼓打貝斯风头无二，无数地下艺人走上了前台。

### 2000年前後
- 1997年，「Roni Size & Reprazent」的首张专辑「New Forms」在「Gilles Peterson」的厂牌「Talkin' Loud」旗下发行，这张专辑融合了鼓打貝斯、雷鬼樂、靈魂樂、爵士與嘻哈等风格，是张能充分满足你预期，每一秒钟都让人感到得偿所望的专辑。并且其历史意义和研究价值都是其他所有鼓打貝斯专辑无法比拟的。作为20世纪90年代影响最深远的专辑之一，它让鼓打貝斯从一个地下场景变成一个时代的象征，并几乎冲击到当时主流舞曲音乐的整体秩序。同时它也让罗尼塞丝拿到了一个水晶音乐大奖，成为超级明星，带动整个鼓打貝斯界的发展和进步。同时間各种客席的大牌和被他们采样的更大牌，也足以吸引歌迷的眼光。最后，对于音乐编年史爱好者来说，它作为「布里斯托音乐第三波」的化身的地位也是不动摇的。
- 2000年，「Roni Size & Reprazent」的另一张专辑「In The Mode」发行，卖得还不错，但评论界的声音却已不像之前那么好听。将它与「New Forms」放在一起比较，可以得出这样的结论：「New Forms之所以获得巨大的成功，究其原因，主要还是在于他们将来自地下的Jungle之声和各种主流音乐元素进行了巧妙搭配，虽然现在听略有粗糙，但在当时这种玩法给乐迷带来的震撼是可想而知的。而同样对流行音乐作出大量尝试的In The Mode，音乐质量就没有什么进步，同时他们对流行音乐的把握又并不那么尽如人意，而2000年搞流行化鼓打貝斯B的艺人也已不像1997年那么紧缺了。所以这张专辑不能像New Forms那样引人注目就是可以理解的了。」
- 2002年，罗尼在「Full Cycle」旗下以个人名义发行了首张专辑「Touching Down」，这张专辑的突出特点是动感强烈、整体感好與结构简单，而他一向标榜的创新意识和融合精神在这张专辑中也并不突出。
- 2004年，罗尼在「Full Cycle」分厂牌「V Recordings」旗下发行了他截至目前为止的最后一张专辑「Return To V」，与他之前的作品的相比，这张专辑显得非常踏实且变化多端，而且邀请大量地下艺人作为客席，颇具老大哥风范。专辑中带有许多非鼓打貝斯的舞曲元素，而且在整体制作上认真了许多

在鼓打貝斯乃至整个舞曲界，罗尼塞丝都是一个绝对值得尊敬的人物。可以说若没有他，鼓打貝斯很难发展到现在的水平和规模。他赢得了鼓打貝斯音乐迄今为止最大的商业成功，并在主流音乐界获得整个鼓打貝斯圈获得过的最大荣誉。他也带动了「Full Cycle」厂牌的发展，让它成为英国舞曲界最具名望的超级厂牌之一。所以虽然围绕他的音乐有很多争议，还是应该先在心里留下这个名字。

## 发行唱片
- Friday (12")  Not On Label
- Inch By Inch EP (12")  V Recordings
- Made To Fit EP (12")  V Recordings
- Exer-Size EP (12")  V Recordings
- Two On One Volume 7 (12")  Moving Shadow
- Daylight / Touch (12")  Full Cycle Records
- Roni Size Remixes (12")  V Recordings
- Selektor Bwoy (12")  Dope Dragon
- Timestretch / Phizical (Remixes) (12")  V Recordings
- Brut Force / Secrets (12")  Full Cycle Records
- Caspar / Kutt (12")  Chronic
- Dayz / Box Of Tricks (12")  V Recordings
- Soul Power / Silent Partner (12")  V Recordings
- It's Jazzy / Play It For Me (12")  V Recordings
- It's Jazzy / Play It For Me (Remixes) (12")  V Recordings
- It's Jazzy / Maintain (CD5")  Ultra Records
- V Classics Remix Album (12")  Ultra Records
- 26 Bass / Snapshot (12")  Full Cycle Records
- On Point / Breaks (12")  Full Cycle Records
- Child Of The Wild West (CD5")  Virgin Records America, Inc.
- Child Of The Wild West (CD5")  Virgin Records （澳大利亞）
- Playtime (12")  Full Cycle Records
- Scrambled Eggs (12")  Full Cycle Records
- Sound Advice (12")  Full Cycle Records
- Touching Down (CD)  Full Cycle Records
- Feel The Heat / Move Up (12")  Full Cycle Records
- In Tune 2 The Sound (12")  Full Cycle Records
- Snapshot 3 (12")  Full Cycle Records
- Touching Down Remixes Part 1 (12")  Full Cycle Records
- Touching Down Remixes Part 2 (12")  Full Cycle Records
- (With) Out Of Breath / Shoulder To Shoulder (12")  V Recordings
- Bumbakita / Fassy Hole (12")  V Recordings
- Out Of Breath / Bump'N'Grind (12")  V Recordings
- Return To V (CD)  V Recordings
- Strictly Social (Remix) / Autumn (Remix) (12")  Liquid V
- It's A Trap (Clipz Remix) / Class Act (12")  Full Cycle Records
- No More (12")  V Recordings
- No More (CD5")  V Recordings
- No More (High Contrast Remix) / Want Your Body (Calibre Remix) (12")  V Recordings